# 프랑스령 수단
프랑스령 수단(프랑스어: Soudan français)은 1890년부터 1899년까지, 1920년부터 1960년까지 서아프리카에 존재했던 프랑스의 식민지이다. 프랑스령 서아프리카의 일부였으며 현재의 말리에 있던 식민지였다.
1880년 9월 9일 말리는 프랑스의 식민지로 편입되었다. 당시에는 오트세네갈(Haut Sénégal)이라고 불렀으며 수도는 케스였다. 1890년 8월 18일 프랑스령 수단으로 이름을 바꾸었고 1899년 수도를 케스에서 바마코로 이전했다. 1902년 세네갈, 니제르와 합병되면서 프랑스령 세네감비아 니제르(Haut Sénégal et Niger)가 되었고 1904년 오트세네갈·니제르 식민지가 설립되었다. 1920년 말리가 분리되면서 프랑스령 수단이라는 이름으로 바뀌게 된다.
1958년 10월 4일에 실시된 국민투표에 따라 프랑스령 수단은 1958년 11월 25일을 기해 프랑스 공동체에서 자치권을 행사하는 식민지가 되었다. 여러 식민지에서 완전한 독립의 움직임이 높아지는 가운데 프랑스령 수단의 총리였던 모디보 케이타는 프랑스령 세네갈의 총리였던 레오폴 세다르 상고르와 함께 국가 연합을 구성하기로 합의했고 1960년 6월 20일 말리 연방으로 독립하게 된다. 그러나 1960년 8월 20일 세네갈이 수단 공화국과의 갈등을 이유로 탈퇴하면서 말리 연방은 해체되었고 수단 공화국은 말리로 독립하게 된다.

## 같이 보기
- 수단 (지역)
- 프랑스 식민제국
- 프랑스의 식민지 목록